# Erick Mejía
Erick Augusto Mejía (Villa Mella, Santo Domingo, 9 de noviembre de 1994) es un utility player dominicano de Grandes Ligas de los Kansas City Royals.

## Carrera

### Seattle Mariners
Mejía fue contratado como agente libre internacional por los Seattle Mariners el 30 de junio de 2012. Mejía jugó en la organización de Seattle desde 2013 hasta 2015. Durante su tiempo con ellos, jugó para los DSL Mariners, AZL Mariners, Everett AquaSox, Clinton LumberKings y Tacoma Rainiers.

### Los Angeles Dodgers
Mejía fue canjeado a Los Angeles Dodgers a cambio de Joe Wieland el 12 de enero de 2016. Fue un All-Star de postemporada con los Rancho Cucamonga Quakes en 2016 cuando bateó .287 en 124 juegos. Dividió la temporada 2017 entre Rancho Cucamonga y Tulsa Drillers.

### Kansas City Royals
El 4 de enero de 2018, Mejía fue canjeado a los Kansas City Royals en un canje de tres equipos que también envió a Jake Peter y Scott Alexander a los Dodgers, Joakim Soria , Luis Avilán y consideraciones de efectivo a los Medias Blancas de Chicago y Trevor Oaks a los Dodgers Realeza. Mejía pasó la temporada 2018 con los Northwest Arkansas Naturals , bateando (.263 / .318 / .367 / .685) con 5 jonrones y 59 carreras impulsadas. Pasó la temporada de ligas menores de 2019 con los Omaha Storm Chasers, bateando (.271 / .338 / .382 / .720) con 7 jonrones y 63 carreras impulsadas.
El 3 de septiembre de 2019, los Reales seleccionaron el contrato de Mejía y lo promovieron a las ligas mayores. Hizo su debut en las Grandes Ligas el 5 de septiembre contra los Tigres de Detroit. El 2 de diciembre de 2019, Mejía no fue licitado y se convirtió en agente libre, pero volvió a firmar con los Reales en un contrato de ligas menores el 17 de diciembre.
En general, con los Kansas City Royals de 2020, Mejía bateó (.071) sin jonrones y 0 carreras impulsadas en 8 juegos. On December 2, Mejia was nontendered by the Royals. On December 21, 2020,  El 2 de diciembre, Mejía no fue candidato por los Reales. El 21 de diciembre de 2020, Mejía volvió a firmar con los Reales en un contrato de ligas menores.